# 9566 Rykhlova
A 9566 Rykhlova (ideiglenes jelöléssel 1987 SX17) a Naprendszer kisbolygóövében található aszteroida. Ljudmila Ivanovna Csernih fedezte fel 1987. szeptember 18-án.